# 黄龙宴酒
黄龙宴酒是农安出产的一系列浓香型白酒，源于登州府人王连元自幼跟随父逃荒到当地后，于1897年创立的“鸿盛源烧锅”。1947年8月当地易手后，当局接管酒坊，改为“农安县造酒厂”，后多次易名。新厂改良了生产工艺，较以前节约了粮食，提高了质量，产品受到欢迎，并多次获奖。现产品主要为黄龙府系列原浆酒和黄龙宴系列曲酒。